# Henri Thellin
Henri Thellin (Duisburg (Duitsland), 27 augustus 1931 - Saint-Barthélemy (Franse Antillen), 16 september 2006) was een Belgisch voetballer die speelde als verdediger. Hij voetbalde in Eerste klasse bij Standard Luik en speelde 16 interlands met het Belgisch voetbalelftal.

## Loopbaan
Thellin debuteerde in januari 1950 als linksachter in het eerste elftal van Standard Luik en verwierf er vanaf het volgende seizoen een vaste basisplaats. Met de ploeg won hij in 1954 de Beker van België en was hij driemaal landskampioen (1958, 1961 en 1963). Zijn sportieve hoogtepunten met de club waren het bereiken van de kwartfinales van de Europacup I 1958/59 tegen Stade de Reims en de halve finales van de Europacup I 1961/62 tegen Real Madrid. In 1965 zette Thellin een punt achter zijn spelerscarrière op het hoogste niveau. Hij speelde in totaal 411 officiële wedstrijden voor Standard Luik.
Tussen 1958 en 1961 speelde Thellin 16 wedstrijden met het Belgisch voetbalelftal. Gedurende drie jaar was hij er de vaste linksachter totdat hij in 1961 werd verdrongen door Laurent Verbiest die bij RSC Anderlecht speelde.
Thellin overleed in 2006 na een langdurige ziekte op het Antilliaanse eiland Saint-Barthélemy waar hij al jaren woonde.